# Crowsonius similis
Crowsonius similis is een keversoort uit de familie kerkhofkevers (Monotomidae). De wetenschappelijke naam van de soort werd in 1993 gepubliceerd door Pakaluk & Slipinski.